# S/S Meggie
S/S Meggie var ett svenskt lastfartyg som sänktes under andra världskriget.

## Historik
Meggie var byggd hos Richardson, Duck & Co i Stockton 1889 under namnet Meggie. Hon tillhörde ett antal rederier i England tills hon 1927 köptes till Sverige av skeppsredare Anders S Cronberg till Rederi AB Nellie i Nyhamnsläge, varvid fartyget fick tillbaka sitt dopnamn Maggie. 1936 hade Meggie en svår resa över Biscayabukten, den svåra sjögången slog sönder kommandobryggan och förste styrmannen fick så svåra skador att han avled på sjukhus i Lissabon. I november 1939 föll en av fartygets matroser under mörkläggningen i en docka i Immingham och drunknade.

## Sänkningen
Med last av kol från Dunston till Madeira befann sig Meggie 70 nautiska mil sydost Santa Maria på Azorerna söndagen den 27 oktober 1940. Vid middagstiden prejades Meggie av en ubåt. När ubåtschefen fick veta varifrån Meggie kom och vart hon skulle, meddelade denne att fartyget måste sänkas. Befälhavaren på ubåten, som var italiensk lovade att bogsera besättningen och livbåtarna i land. Besättningen på Maggie gick i livbåtarna och ubåten började omedelbart sin beskjutning med artilleri. Efter ca 18–20 skott kantrade Meggie över åt babord och sjönk efter några få minuter. Sedan sänkningen fullbordats tog ubåten de båda livbåtarna under bogsering. Snart sprang fånglinorna och en ca 100 m lång manillatross stacks över från ubåten. Vid 15-tiden började bogseringen med en fart av ca 8 knop i hög sjö, vilket gjorde att livbåtarna tog in en del vatten. Då fara förelåg för att livbåtarna skulle kantra, signalerade man till ubåten som minskade farten till 3 knop. Efter ca 11 timmars bogsering sprang trossen mitt i natten, i hög sjö och noll sikt kunde man inte få förbindelse så man beslöt att avvakta dagsljus. Drivankare sattes ut och fyra man sattes till årorna för att hålla styrbordsbåten mot sjöarna. Förbindelse upprätthölls med babordsbåten via signallampa till ca klockan fem på morgonen. Då upphörde signalerna från babordsbåten. Raketer sändes upp utan resultat. Styrbordsbåten valde då att sätta segel. Omkring en vecka efter sänkningen skymtade man fyrar på San Miguel och blev den 4 november siktade av en fiskekutter, som kunde ta dem in till Porto Formoso på Azorerna. En portugisisk jagare sändes därvid ut för att söka efter babordsbåten. Efter två dygn återvände jagaren utan att ha funnit spår efter den andra livbåten. I babordsbåten som stod under befäl av förste styrman, hade efter det att förbindelsen brutits den 28 oktober sett raketer som man antog kom från styrbordslivbåten som fördes av kaptenen. Man hade svarat med raketer som inte synts p.g.a. det disiga vädret. De hade i hög sjö delvis seglat och delvis rott eller använt drivankare, allt i ett försök att nå Azorerna. På grund av motiga vindar beslöt man den 29 oktober att sätta ostlig kurs för att nå land i Europa eller Afrika. Den 9 november efter 13 dygn i livbåten nådde babordslivbåten den portugisiska kusten. Efter många dygns hårda strapatser i livbåtarna blev således Meggies hela besättning räddad.